# Hermann Ritter (Offizier)
Hermann Ritter (* 30. Dezember 1891 in München; † 30. April 1968 in Leoben) war ein deutscher nautischer Offizier, Pelztierjäger und Offizier der Kriegsmarine im Zweiten Weltkrieg, zuletzt als Leutnant zur See.

## Leben
Hermann Ritter wurde in München als Sohn einer finnischen Mutter und eines österreichischen Vaters geboren und römisch-katholisch erzogen. Ritter ging zur Handelsmarine und erhielt 1917 sein Schiffsoffizierspatent. Kurz darauf heiratete er die 20-jährige Christiane Knoll (1897–2000), die bald danach die gemeinsame Tochter Karin gebar.
Hermann Ritter ging mit seinem Trawler im Nordmeer auf Jagd und verbrachte auch mehrere Winter im nördlichen Polargebiet. In den 1930er Jahren reiste Ritter gemeinsam mit seiner Frau und dem Norweger Karl Nicolaisen aus Tromsø nach Spitzbergen, wo er teilweise allein mit ihr und zum Teil zu dritt ein Jahr in einer einsamen Hütte fernab jeder Zivilisation verbrachte. Im Sommer 1934 landeten sie mit dem Schiff in Ny-Ålesund und wanderten nach Gråhuken, dem nördlichsten Punkt von Andrée-Land, im Norden Spitzbergens zwischen Woodfjorden und Wijdefjorden. Hermann Ritter war oft tagelang auf Jagd, während Christiane allein in der Hütte blieb und ihr später viel beachtetes Buch Eine Frau erlebt die Polarnacht schrieb. Auf Spitzbergen blieb das Ehepaar bis zum Sommer 1935.
Im Zweiten Weltkrieg wurde Ritter als Offizier zur Kriegsmarine eingezogen und wurde 1942 als Leutnant zur See Kommandant des Wetterbeobachtungsschiffs 1 Hermann. Die Geheime Staatspolizei wollte seine Ernennung zunächst verhindern, da er als gläubiger Katholik die Tötung von Menschen nur in Notfällen wie etwa in Kampfhandlungen billigte und er zudem in seiner Kajüte beim Lesen eines Buches von einem jüdischen Autor gesehen worden war. Dies führte in seiner Besatzung zu Zweifeln an seiner Loyalität zur Hitlerregierung.
Im Juli 1942 machte Weiss einen Erkundungsflug, bei dem er die Gegend Grönlands um den 75. Breitengrad als idealen Standort für eine Wetterstation der Wehrmacht ausmachte. Die Hermann war ab dem 12. August 1942 im Rahmen des Unternehmens Holzauge im Einsatz und lief am 22. August 1942 vom Hafen Tromsø aus in Richtung Grönland. Ritter erreichte Shannon am 27. August 1942 und landete mit einer Wehrmachtseinheit unter seinem Kommando sowie einer Gruppe Meteorologen unter der Leitung von Gottfried Weiss (1911–2000), zusammen 17 Mann, in Ostgrönland. Vor Ort wählte Ritter dann die Hansa Bugt auf Sabine Ø als Überwinterungsplatz. Die Gruppe blieb über den Winter 1942/1943 unentdeckt und meldete ihre Wetterbeobachtungen nach Deutschland. Die durch Eis stark beschädigte Hermann wurde am 17. März 1943 in der Hansa Bugt von Sabine Ø durch ihre Besatzung selbstversenkt. Am 13. Mai 1943 wurden die Deutschen von der dänischen Nordostgrönland-Schlittenpatrouille entdeckt, woraufhin es zu einem Feuergefecht kam. Der dänische Korporal (Unteroffizier) Eli Knudsen wurde tödlich verwundet, während zwei Mitglieder der Patrouille gefangen genommen wurden. Das Hauptquartier der Schlittenpatrouille Eskimonæs nahe der Südspitze der Insel Clavering Ø rund 95 Kilometer Luftlinie südwestlich wurde teilweise zerstört. Die beiden dänischen Gefangenen konnten später jedoch fliehen und nahmen dabei Hermann Ritter als Gefangenen nach Scoresbysund (Ittoqqortoormiit) mit. Dort wurde er von Soldaten der US Army in Gewahrsam genommen. Ritter verbrachte den Rest des Krieges als Kriegsgefangener in den Vereinigten Staaten.
Ritter war eine Zeit lang Insasse des Gefangenenlagers in Crossville (Tennessee). Da er sehr gut Englisch sprach, unterhielt er sich viel mit den Amerikanern. Als streng gläubiger Katholik hatte er zudem keine Neigung zur nationalsozialistischen Ideologie. Der bei den Gefangenen in Crossville einflussreiche Kapitän zur See Jürgen Wattenberg (1900–1995) von U 162 verdächtigte ihn deshalb, Spion der Amerikaner zu sein. Am 3. März 1944 bestimmte das US-amerikanische Kriegsministerium Camp Papago Park in Arizona, in dem bis dahin fast ausschließlich U-Boot-Fahrer gefangen gehalten wurden, als Gefangenenlager für sämtliche deutschen Kriegsgefangenen aus der Kriegsmarine. So kam auch Hermann Ritter dorthin und war Lagerinsasse, als der junge U-Boot-Fahrer Werner Drechsler von U 118, der in den Monaten zuvor Horchdienste für die US-Marinebehörden geleistet hatte, von sieben Mitgefangenen (aus anderen U-Booten) verprügelt und aufgehängt wurde. Ritter erhob in den folgenden Verhören schwere Vorwürfe gegen den Lagersprecher, den ebenfalls aus Crossville dorthin verlegten Kapitän zur See Jürgen Wattenberg, der jede Art der Zusammenarbeit mit den Amerikanern als Hochverrat betrachtete. Wattenberg billigte nach Ritters Worten die Ermordung Drechslers; zudem habe er geäußert, die Antifaschisten im Lager müssten allesamt gehängt werden. Wattenberg habe in Crossville versucht, einen sich nicht zu Hitler bekennenden deutschen Gefangenen hängen zu lassen. Zudem habe er – auch in Papago Park – das Gerücht gestreut, Ritter sei ein US-Spitzel. Ritter fürchtete deswegen um sein Leben und versuchte – vergebens – sich aus Papago Park weg verlegen zu lassen.
Nach dem Zweiten Weltkrieg zogen Hermann und Christiane Ritter nach Leoben in der Steiermark, wo Hermann 1968 mit 76 Jahren starb. Christiane überlebte ihn um mehr als 32 Jahre und starb mit 103 Jahren in Wien.